# مرغن (إله)
مرغن هو الابن الثاني لشيفا وبارفاتي. أن آجني، هو إله النار لدى الميثولوجيا الهندوس، حمل ستة ألسنة نارية من عين بارفاتي الثالثة وضعهم في بحيرة سارة فانا وولد ستة أطفال. عند وصول شيفا وزوجته بارفاتي، وعصَرَتهم بارفاتي فاختلطت أجسادهم وصارت جسدا واحداً، لكن رؤوسهم ظلّت متعدّد.

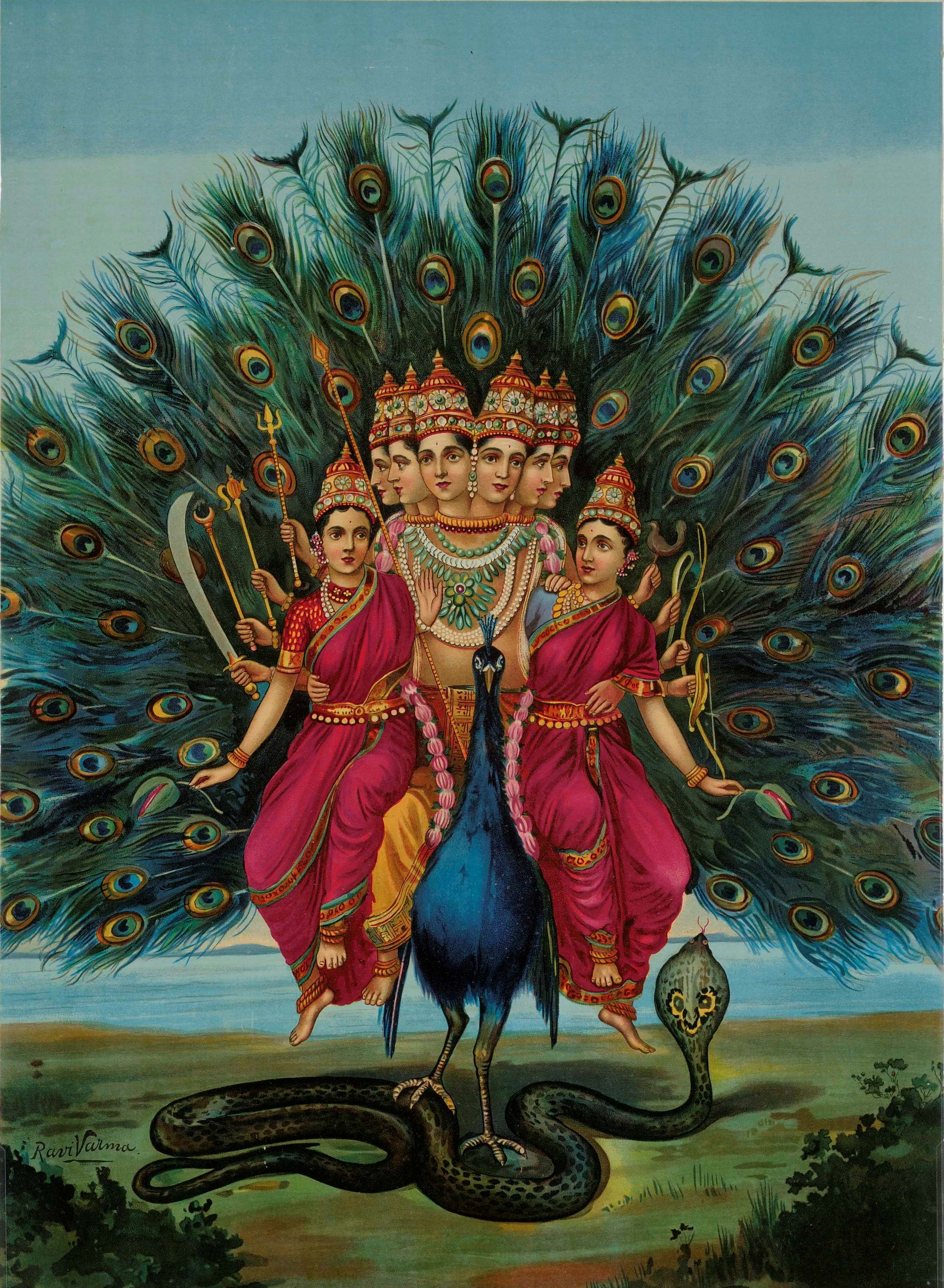
الإله مرغن يمتطي طاوسًا وتحيط بيه زوجتيه.

إله الحرب الهندوسي مُرُغَنْ، معتليًا طاووسًا وعن يساره زوجته ديڤاسينا، وعن يمينه زوجته ڤالي. مُرُغَنْ هو الابن الثاني لشيڤا وبارفاتي. حمل آجني، وهو إله النار في الميثولوجيا الهندوسية، ستة ألسنة نارية من عين بارفاتي الثالثة، ووضعها في بحيرة سارافانا وولد ستة أطفال. عند وصول شيڤا وزوجته بارفاتي، ضمتهم بارفاتي إليها فاختلطت أجسادهم وصارت جسدًا واحدًا ذا رؤوس متعدّدة (رؤوس الستة). اللوحة من رسم الفنان الهندي راجا رافي فارما، الذي اشتهر برسم آلهة الهندوس.